# امان‌کنج
امان‌کنج (به انگلیسی: Amanganj) یک منطقهٔ مسکونی در هند است که در مادایا پرادش واقع شده‌است.

## خصوصیات
امان‌کنج ۱۱٬۶۱۴ نفر جمعیت دارد و ۳۲۹ متر بالاتر از سطح دریا واقع شده‌است.